# Tatsumi Kasahara
Tatsumi Kasahara (jap. 笠原 辰己, Kasahara Tatsumi; * 21. Januar 1977 in Myōkōkōgen (heute: Myōkō), Präfektur Niigata) ist ein ehemaliger japanischer Biathlet und früherer Skilangläufer.

## Werdegang
Tatsumi Kasahara ist Sportsoldat und lebt in Sapporo. Er debütierte international als 28. in einem 10-Kilometer-FIS-Langlaufrennen in Otoineppu. Danach war er zwischen 1998 und 2000 ausschließlich in Continental-Cup-Rennen über 10 und 15 Kilometer in Japan (in Sapporo und Hakuba) am Start. Bestes Resultat war ein elfter Platz. 2000 wechselte er zum Biathlonsport.
Im Biathlon tritt Kasahara für die „Winterkampfausbildungseinheit“ der Bodenselbstverteidigungsstreitkräfte an und wird von Fukushi trainiert. Zum ersten Mal zum Einsatz im Biathlon-Weltcup kam der Japaner während eines Staffelrennens 2001 in Antholz. Nachdem er zu Beginn der Saison 2001/02 gute Ergebnisse zum Auftakt des Biathlon-Europacups in Ål erreicht hatte, darunter ein sechster Platz im Sprint, wurde er in Pokljuka erstmals in einem Einzelrennen im Weltcup eingesetzt und wurde 81. des Sprintwettbewerbs. In der Folgezeit konnte sich Kasahara stetig in seinen Leistungen steigern und stabilisieren. Somit wurde er für die Biathlon-Weltmeisterschaften 2003 in Chanty-Mansijsk nominiert. In Russland lief er in drei Rennen, bestes Ergebnis war ein 46. Rang im Einzel, was sein bis dahin bestes Resultat bedeutete. Die guten Ergebnisse konnte er bei der WM 2004 in Oberhof nicht mehr ganz erreichen. Mit Rang 49 im Sprint und 43 in der Verfolgung wurden seine Ergebnisse bei der WM 2005 in Hochfilzen wieder stabiler. Bisheriger Höhepunkt in Kasaharas Karriere wurde die Teilnahme an den Olympischen Winterspielen 2006 von Turin. Bei den Wettkämpfen in Cesana San Sicario ging der Japaner in vier der fünf Rennen an den Start und wurde 67. im Einzel, 47. im Sprint, 50. der Verfolgung und 12. mit der Staffel Japans. In der nacholympischen Saison erreichte er in Östersund als 32. im Einzel sein bis heute bestes Weltcupergebnis. An selber Stelle wurde er im Rahmen der Biathlon-Weltmeisterschaften 2008 im Einzel zudem 35. Es war Kasaharas zweitbestes Ergebnis. Daneben kam ein 55. Rang im Sprint und ein 54. Platz in der Verfolgung hinzu.

## Biathlon-Weltcup-Platzierungen
Die Tabelle zeigt alle Platzierungen (je nach Austragungsjahr einschließlich Olympische Spiele und Weltmeisterschaften).
- 1.–3. Platz: Anzahl der Podiumsplatzierungen
- Top 10: Anzahl der Platzierungen unter den ersten zehn (einschließlich Podium)
- Punkteränge: Anzahl der Platzierungen innerhalb der Punkteränge (einschließlich Podium und Top 10)
- Starts: Anzahl gelaufener Rennen in der jeweiligen Disziplin
- Staffel: inklusive Mixed- und Single-Mixed-Staffeln

| Platzierung                      | Einzel | Sprint | Verfolgung | Massenstart | Staffel | Gesamt |
| -------------------------------- | ------ | ------ | ---------- | ----------- | ------- | ------ |
| 1. Platz                         |        |        |            |             |         |        |
| 2. Platz                         |        |        |            |             |         |        |
| 3. Platz                         |        |        |            |             |         |        |
| Top 10                           |        |        |            |             | 2       | 2      |
| Punkteränge                      |        |        |            |             | 33      | 33     |
| Starts                           | 16     | 45     | 10         |             | 33      | 104    |
| Stand: nach der Saison 2009/2010 |        |        |            |             |         |        |